# 견융
견융(犬戎)은 중국 주나라 때 활동한 부락이다. 주나라의 서부(현재의 간쑤성 동부와 닝샤 일대)에 위치했으며, 서융으로 분류된다. 기원전 771년에 신후(申侯)와 연합해 서주를 공격해 주 유왕을 죽였다.

## 같이 보기
- 서융